# آقای ایکس (فیلم ۲۰۱۵)
آقای ایکس (به هندی: Mr. X) فیلمی محصول سال ۲۰۱۵ و به کارگردانی ویکرام بات است. در این فیلم بازیگرانی همچون عمران هاشمی، آمیرا دستور، آروندای سینگ، تانمی بات، نورا فتحی ایفای نقش کرده‌اند.